# Evanđelje
Evanđelje (grč. εὐαγγέλιον, dobra vijest, radosna vijest; εὐάγγελος, donositelj dobre vijesti, evan-divan, gelos-glas) najčešći je naziv za kršćansku poruku.
 
Pojam radosne, dobre vijesti poziva se na starozavjetne proroke koji su pozivali glasonošu radosne vijesti da javi Jeruzalemu o oslobođenju naroda.

Kanonska Evanđelja su prve četiri od 27 knjiga Novoga zavjeta.

## Vrste evanđelja
U kršćanstvu ova će riječ označavati, kako usmenu poruku, propovijek i sadržaj kršćanske vjere, tako i pisani tekst o Isusovu životu, djelovanju i nauku, a osobito o njegovoj muci, smrti i uskrsnuću.

### Evanđelje kao navještaj vjere
U ovom prvom smislu primjer evanđelja daje već sveti Pavao u svojoj Prvoj poslanici Korinćanima, gdje kaže: 

Ovo će biti i srž budućih simbola vjere.

### Četiri kanonska evanđelja
U smislu pisanoga teksta, četiri su evanđelja koja su do nas došla, te su od kršćana prihvaćena kao kanonska.

Najstarije od njih, ono Markovo Evanđelje po Marku i započinje riječima: Početak Evanđelja Isusa Krista Sina Božjega (Mk 1,1). 

Uz Markovo evanđelje koje je nastalo prije 70. godine, tu su još i Matejevo Evanđelje po Mateju i Lukino Evanđelje po Luki koja su nastala nakon 70. godine. Ova tri evanđelja nazivaju se i sinoptičkim evanđeljima, jer se mogu usporedno čitati. Čini se da su Matej i Luka poznavali Markovo evanđelje, koristili su i zajednički izvor s Isusovim izrekama koji se obično naziva »Q« (prema njem. Quelle).

Ivanovo Evanđelje po Ivanu evanđelje koje je nastalo potkraj 1. stoljeća, najmlađe je, ali donosi neke izuzetno stare tradicije, a ustrojstvo mu se razlikuje u odnosu na prva tri evanđelja.
Ta četiri evanđelja smatrana su kao apostolska zbog činjenice da su bila predana i primljena u pisanom obliku od samih apostola Mateja i Ivana ili njihovih učenika, evanđelist Marko je bio učenik svetog Petra apostola, a evanđelist Luka svetog Pavla apostola.
Na kraju 2. stoljeća, sv. Irenej Lionski u svome djelu Protiv hereza (3, 11, 8-9) ova četiri evanđelja imenuje kao takvima a Crkva je to podržavala te konačno predložila dogmom vjere kada je definirala kanon (istinu, izvornost) Svetog pisma na Tridentskom koncilu(1545. - 1563.).
Pri nastajanju evanđelja razlikuju se tri faze:
1. Isusov javni život i događaji za koje su tada još postojali očevici
2. vrijeme propovijedanja, ne mijenjaju se činjenice, nego stil opisivanja pojedinog evanđelista
3. vrijeme pisanja kanonskih Evanđelja

- Evanđelje po Mateju - prednji dio Sirije, semitski mentalitet, dominantni arapski jezik.
- Evanđelje po Ivanu - prednja Mala Azija, helenistička kultura, kultura koju su preuzeli drugi narodi od Grka, po grčkom uzoru.
- Evanđelje po Luki - područje Ahaje (autohtoni Grci).
- Evanđelje po Marku – Italija, zapadnjačko razmišljanje, dominantan latinski jezik.

### Apokrifna evanđelja
Konačno, kroz povijest su se pojavljivala i tzv. apokrifna evanđelja pripisana bilo apostolima bilo drugim osobama. Ona nisu nikad postala dijelom svetih spisa, a među njima ima onih koje kršćani drže pravovjernima, kao i onih koje drže krivovjernima (najčešće gnostičkog porijekla). Vrijeme nastanka apokrifnih evanđelja se veže za vremensko razdoblje iza polovice drugog stoljeća pa i dosta kasnija vremenska razdoblja a za neka nije poznato uopće kada su nastala. Apokrifnih evanđelja ima više od 50.

Apokrifna evanđelja često u svom sadržaju osim Isusa vežu na važne osobe iz Isusova života, majku Mariju i Josipa i događaje iz njihovog života. Apokrifna evanđelja se u velikoj mjeri oslanjaju na sadržaj kanonskih evanđelja, ali nerijetko prenose sadržajno doktrine koje nisu u apostolskoj tradiciji Crkve.

Zbog takvog sadržaja neka od apokrifnih evanđelja su očito heretička i gnostička i nikada nisu priznata od strane Crkve, premda su bila korištena u proučavanju svetih spisa. Njihov sadržaj je nerijetko nepotpun i očito je da mlada Crkva nije pridavala značaj navedenim spisima da bi se očuvala u potpunom obliku kao što su kanonski priznata evanđelja.

Neka apokrifna evanđelja su:

- Evanđelje po Petru, pripovijeda muku Gospodina
- Jakovljevo protoevanđelje,
- Evanđelje po Filipu,
- Pseudoevanđelje po Tomi, opisuje djetinjstvo  Gospodina i čuda koja je učinio kao dijete
- Evanđelje po Tadeju,
- Evanđelje po Judi,
- Evanđelje po Barnabi,
- Evanđelje po Bartolomeju,
- Evanđelje po Mariji,
- Evanđelje po Barabi,
- Spasiteljovo evanđelje,
- Evanđelje po Isusovoj supruzi,
- Evanđelje po Matiji,
- Evanđelje po Nikodemu / Djela Pilatova,
- Evanđelje po Ebionitima,
- Evanđelje po Hebrejima,
- Evanđelje po Nazarećanima,
- Evanđelje po Egipćanima,
- Evanđelje Istine,
- Tajno evanđelje po Marku,
- Izgubljeno evanđelje...

### Poveznice
| Portal:Kršćanstvo | Portal: Kršćanstvo |

- Evanđelje po Marku
- Evanđelje po Mateju
- Evanđelje po Luki
- Evanđelje po Ivanu